# L'Harmattan
Éditions L'Harmattan, зазвичай просто L'Harmattan — одне з найбільших французьких книжкових видавництв. Спеціалізується на виданні науково-популярної літератури з особливим фокусом на Африку на південь від Сахари. Названо на честь харматана, сухого пасату в Західній Африці.

## Історія
Видавництво було засноване в 1975 році Робером Ажено та Денісом Пріяном. Засновники планували розвинути досвід видавництва François Maspero та журналу Présence africaine, які на той час перебували в занепаді. L'Harmattan з самого початку свого існування випускав книги про історію і суспільство африканських держав, імміграцію та підтримку іммігрантів, а також про роль християнства у питаннях їхнього розвитку. L'Harmattan займає перше місце серед видавництв країни за кількістю випущених книг : 66816 книг і 2580 випусків 610 найменувань журналів. Видавництво випускає по 2000 книг на рік, отримуючи 6500 рукописів. Понад 30 % найменувань книг присвячено Африці на південь від Сахари, трохи менше — Європі.
Нині (стан 2021 року) обсяг продажів компанії становить 8,5 мільйонів євро на рік, з яких 2 мільйони за рахунок продажів у нефранкомовних країнах.
У 2010 році Деніс Пріян вийшов на пенсію і призначив свого небожа, Ксав'є Пріяна, очолити оперативне управління групою. У 2024 році засновник видавництва подав скаргу на свого небожа, звинувативши його в тому, що той взяв контроль над групою без його відома і використовував її фінансові ресурси для власної вигоди.

## Політика авторських прав
L'Harmattan не сплачує своїм авторам за першу тисячу проданих копій. Ряд організацій (наприклад, Асоціація французьких письменників та Національна профспілка письменників та композиторів цей пункт договору вважають незаконним. Суди з цього приводу йдуть з 1999. У 2005 році видавництво програло позов і було змушене виплатити 7000 євро.